# Brent R. Taylor
Brent Russell Taylor (Ogden, 6 de julio de 1979 - Kabul, 3 de noviembre de 2018) fue un político estadounidense y oficial de la Guardia Nacional del Ejército de los Estados Unidos. Se desempeñó como alcalde de North Ogden, Utah, desde enero de 2013 hasta noviembre de 2018, cuando fue asesinado mientras prestaba servicio en Afganistán.

## Biografía

### Primeros años
Taylor nació en Ogden, Utah el 6 de julio de 1979. Se graduó de Chandler High School, en Chandler, Arizona, en 1997, donde fue presidente del cuerpo estudiantil. Taylor era un Eagle Scout. Recibió su licenciatura de la Universidad Brigham Young, en ciencias políticas, en 2006, y su maestría, en administración pública de la Universidad de Utah. Taylor estaba trabajando en un doctorado en relaciones internacionales en la Universidad de Utah en 2012.

### Carrera militar
Taylor sirvió en la Guardia Nacional del Ejército de Utah durante más de 15 años, de los cuales al menos 7 estuvieron en servicio activo. Hizo dos giras en Irak, donde trabajó como comandante de seguridad de convoyes y luego como asesor de una agencia de inteligencia nacional iraquí, y otras dos en Afganistán, donde trabajó como asesor de combate de la Policía Fronteriza Afgana.

### Carrera política
En 2009, Taylor fue elegida para un mandato de cuatro años en el Concejo Municipal de North Ogden, Utah. Se postuló para alcalde en 2013, recibió el 56,79% de los votos y derrotó al concejal Wade Bigler. El 5 de enero de 2018, Taylor recibió la orden de desplegarse en Afganistán ese mismo mes por un período de 400 días. Recomendó a Brent Chugg para que se desempeñara como alcalde interino durante su ausencia, lo que fue aprobado por el Concejo Municipal. Chugg prestó juramento el 19 de enero.

### Vida personal
Era miembro de la Iglesia de Jesucristo de los Santos de los Últimos Días.

#### Muerte
El 3 de noviembre de 2018, un soldado afgano, Asfar Khan, que formaba parte de la unidad "Ktah Khas Afganistán", de la Brigada de Comandos del Ejército Nacional Afgano, abrió fuego contra el Mayor Taylor y su guardia durante un evento de marcha de entrenamiento en las afueras de Camp Scorpion, una base cerca de Kabul. Taylor prestaba servicio en Scorpion como parte del Comando del Componente de Operaciones Especiales de la OTAN–Afganistán/Fuerza de Tarea Conjunta de Operaciones Especiales-Afganistán (NSOCC-A/SOJTF-A). El personal de las fuerzas de operaciones especiales de los Estados Unidos de la SOJTF-A en Camp Scorpion participó en la misión Train, Advise, and Assist (TAA), trabajando específicamente con el personal militar más elitista de Afganistán. El personal de Afganistán en Scorpion fue seleccionado dentro de los Comandos de ANA y Kandaks de las Fuerzas Especiales de ANASOC, para servir en unidades de misiones especiales, una de las cuales es la Ktah Khas, la "KKA" también se conocía como la Unidad de Asociación Afgana o APU. El personal de la APU fue altamente capacitado por las Fuerzas de Operaciones Especiales de la OTAN para llevar a cabo operaciones de acción directa/antiterroristas de alto riesgo junto con las fuerzas SOF de la coalición. El personal de APU/KKA se consideraba la fuerza más elitista de Afganistán y también era el que más confiaba en sus homólogos de la OTAN. Durante el ruck, el soldado de las Fuerzas Especiales afganas, Asfar Khan, a quien Taylor estaba ayudando a entrenar, disparó dos o tres tiros, alcanzando a Taylor en la parte posterior de la cabeza. Su guardia de seguridad personal, un miembro del Ejército de Estados Unidos que estaba en la caminata, recibió un disparo en la espalda, pero le devolvió el fuego a Khan. Los comandos afganos le dispararon a Khan cuando intentaba escapar y lo mataron. Taylor murió y el otro miembro del servicio resultó herido. Otros miembros afganos mataron a Khan inmediatamente después.
El 8 de enero de 2019, se eligió al alcalde interino Chugg para cumplir el resto del mandato de Taylor.
En febrero de 2019, el Senado de los Estados Unidos aprobó una resolución para cambiar el nombre de la estación externa del Departamento de Asuntos de Veteranos de North Ogden como la estación externa del Centro de Veteranos Mayor Brent Taylor.